# 三笠インターチェンジ
三笠インターチェンジ（みかさインターチェンジ）は、北海道三笠市岡山にある道央自動車道のインターチェンジである。
三笠市内全域、美唄市峰延地区、桂沢ダム（桂沢湖）方面への最寄ICとなっている。また、札幌方面から美瑛町・富良野市方面へアクセスする際に経由するICとして案内されている。

## 歴史
- 1987年（昭和62年）9月18日：岩見沢IC - 美唄IC間の開通に伴い供用開始。美唄ICとともに全国に先駆け自動発券機が設置された[3]。
- 2018年（平成30年）12月 : IC番号を「5」から「37」に変更[注 1]。

## 周辺

### 三笠市
- 達布山
- 三笠工業団地[6]
- イオン三笠ショッピングセンター
- 道の駅三笠
- 三笠天然温泉 太古の湯
- 三笠鉄道記念館

### 美唄市
- 北海道リンクスカントリー倶楽部

## 接続する道路
- 直接接続
  - 北海道道116号岩見沢三笠線

- 間接接続
  - 国道12号
  - 北海道道30号三笠栗山線

## 料金所
ブース数：4

### 入口
- ブース数：2
  - ETC専用：1
  - 一般：1

### 出口
- ブース数：2
  - ETC専用：1
  - 一般：1

## 隣
E5 道央自動車道
(36)岩見沢IC - 岩見沢SA - (37)三笠IC - (38)美唄IC